# Suezichthys
Suezichthys is een geslacht van vissen in de familie van de lipvissen (Labridae).

## Lijst van soorten
Volgens FishBase bestaat dit geslacht uit de soorten:
- Geslacht Suezichthys Smith, 1958
  - Suezichthys arquatus Russell, 1985
  - Suezichthys aylingi Russell, 1985
  - Suezichthys bifurcatus Russell, 1986
  - Suezichthys caudavittatus Steindachner, 1898
  - Suezichthys cyanolaemus Russell, 1985
  - Suezichthys devisi Whitley, 1941
  - Suezichthys gracilis Steindachner & Döderlein, 1887
  - Suezichthys notatus Kamohara, 1958
  - Suezichthys russelli Randall, 1981
  - Suezichthys soelae Russell, 1985

## Referentie
- FishBase: Ed. Rainer Froese and Daniel Pauly. Versie december 2007. N.p.: FishBase, 2007.